# Teoria de l'aprenentatge social
La teoria de l'aprenentatge social o TAS és la teoria on les persones aprenen noves conductes mitjançant el reforç o càstig, o mitjançant l'aprenentatge observacional dels factors socials del seu entorn. Si les persones veuen conseqüències desitjables i positives en la conducta observada, és més probable que la imitin, prenguin com a model i adoptin.

## Teoria general
La teoria de l'aprenentatge social es deriva del treball de Cornell Montgomery (1843-1904), qui va proposar que l'aprenentatge social tenia lloc a través de quatre etapes principals: contacte proper, imitació dels superiors, comprensió dels conceptes, i comportament del model a seguir.
1787: Observacions dirigides a saber quin tipus d'educació necessiten els nens:
Julian B. Rotter es va distanciar de les teories basades en la psicosi i el conductisme radical, i va desenvolupar una teoria de l'aprenentatge basada en la interacció. A Social Learning and Clinical Psychology (1954), Rotter suggereix que el resultat de la conducta té un impacte en la motivació de les persones per realitzar aquesta conducta específica. Les persones volen evitar les conseqüències negatives, i obtenir les positives. Si un espera un resultat positiu d'una conducta, o pensa que hi ha una alta possibilitat que produeixi un resultat positiu, llavors hi haurà més possibilitats d'executar aquesta conducta. La conducta es reforça, amb conseqüències positives, portant a la persona a repetir-la. Aquesta teoria de l'aprenentatge social suggereix que la conducta és influenciada per factors o estímuls de l'entorn, i no únicament pels psicològics.
Albert Bandura va expandir la idea de Rotter, de la mateixa manera que la d'un treball anterior de Miller i Dollard (1941), i es relaciona amb les teories de l'aprenentatge social de Vygotsky i Renti. La seva teoria comprèn aspectes de l'aprenentatge cognitiu i conductual. L'aprenentatge conductual pressuposa que l'entorn de les persones causa que aquestes es comportin d'una manera determinada. L'aprenentatge cognitiu pressuposa que els factors psicològics són importants influències en les conductes de les persones. L'aprenentatge social suggereix que una combinació de factors de l'entorn (socials) i psicològics influeixen en la conducta.
La teoria de l'aprenentatge social assenyala tres requisits perquè les persones aprenguin i modelin el seu comportament:
- Retenció (recordar el que un ha observat).
- Reproducció (habilitat de reproduir la conducta) .
- Motivació (una bona raó) per voler adoptar aquesta conducta.

Estratègies d'aprenentatge:
Combinació de mètodes, mitjans i mediacions didàctiques, utilitzades pels instructors-tutors i aprenents, per facilitar l'aprenentatge i l'obtenció dels resultats definits en el disseny curricular. Una estratègia consisteix a seleccionar les destreses més apropiades per a cada situació i aplicar-les adequadament.
Facilitar l'aprenentatge requereix una planificació. Per a això se centrés l'atenció en tres dels corrents psicològics contemporanis més importants que han tractat d'explicar aquest procés en l'ésser humà: elles són els corrents conductuals, cognitives i constructivistes. És important destacar que no es farà èmfasi en una o altra com la teoria que explica millor dit procés, sinó que a partir de l'anàlisi dels postulats de cadascuna d'elles el facilitador de l'aprenentatge de determinar les característiques dels elements del procés instruccional en una situació d'aprenentatge assenyalada i de tal manera, verificar l'eficàcia de la seva aplicabilitat.
Les teories d'aprenentatge descriuen la manera en què els teòrics creuen que les persones aprenen noves idees i conceptes.
Freqüentment expliquen la relació entre la informació que ja es té i la nova informació que està tractant d'aprendre.
El procés d'aprenentatge:
Segons Gagné (1987) "L'aprenentatge consisteix en un canvi de la disposició o capacitat humana, amb caràcter de relativa permanència i que no és atribuïble simplement al procés de desenvolupament".
Les teories conductuals o del condicionament estímul i resposta tenen el seu origen, fonamentalment, en les teories de JB Watson, EL Thorndike i BF Skinner, a més tenen un antecedent important en els experiments amb animals sobre aprenentatge dut a terme per Iván P. Pavlov a fins del segle xix.
Conductisme. Corrent de la psicologia que es basa en l'observació del comportament o conducta de l'ésser que s'estudia i que es focalitza només en conductes objectives observables. El Conductisme Considera que l'aprenentatge és de condicionament estímul-resposta (ER). En aquest sentit, aquest condicionament pot ser: clàssic i instrumental. Explica el mateix com un conjunt de relacions entre estímuls i respostes.
Condicionament clàssic. Desenvolupat pel científic rus Ivan Pavlov, el condicionament clàssic és el primer tipus d'aprenentatge en el qual un organisme respon a un estímul ambiental. Pavlov va establir les lleis del condicionament clàssic quan va estudiar als gossos privats d'aliment i la seva resposta (la salivació) quan l'assistent de Pavlov entrava a l'habitació. No hi ha reforçament i es basa en el principi d'adhesió, en el qual un estímul o resposta està unit a un altre estímul o resposta, la presència d'un evoca l'altre. L'experiment de Pavlov il·lustra aquest tipus de condicionament.
En l'aprenentatge, estímuls que abans eren neutres (aquells que originalment no provocaven aquesta resposta), van adquirint més capacitat, per evocar respostes que anteriorment s'originaven en un altre estímul.
Condicionament instrumental. El terme condicionament instrumental va ser introduït per Edward Thorndike i suggereix que la conducta serveix d'instrument per aconseguir un fi. És una forma d'aprenentatge mitjançant el qual un subjecte té més probabilitats de repetir les formes de conducta que comporten conseqüències positives i, per contra, menys probabilitats de repetir les que comporten conseqüències negatives. Es produeix una retroalimentació que segueix a la resposta. "La resposta és un instrumental per a l'obtenció del reforçament". Un reforçador positiu és un estímul la presència fa que sigui més fort una conducta; per la seva banda, el reforçador negatiu és aquell la eliminació reforça la conducta. En el condicionament instrumental hi ha quatre principis bàsics: premi, càstig, fugida i omissió. En els quatre casos s'ha de tenir present que primer es produeix la resposta i després recentment es premia, o es castiga, etc. Atenent al tipus de reforç el condicionament operant pot ser de reforç positiu, de reforç negatiu, càstig, o omissió.
Condicionament operant. Un dels conductistes contemporanis més destacat en l'estudi de l'aprenentatge va ser BF Skinner. La seva proposta sobre el condicionament operant va funcionar amb eficiència en animals i va estimar que la seva aplicabilitat en nens i joves seria reeixida. Per a Skinner, el canvi d'actuació en l'aprenentatge, es tradueix com un canvi de conducta, la qual no és més que el moviment d'un organisme en un marc de referència; per això l'aprenentatge és un canvi de les probabilitats de respostes, el qual es produeix pel condicionament operant. L'efectivitat d'aquest condicionament és tal que el subjecte no només aprèn a respondre davant una nova situació amb una conducta que formava part del seu repertori anterior, sinó que també li pot permetre obtenir un nou repertori de conductes. L'adjectiu "operant" s'empra per caracteritzar aquest tipus de condicionament perquè, ia diferència del "condicionament clàssic", el subjecte intervé o "opera" al mitjà, el modifica i aquest reobra sobre l'organisme: si els resultats de l'acció del subjecte són "adequats" (en la versió més mentalista diríem: "plaents"), la conducta s'aprendrà, sent més probable que s'emeti de nou en les mateixes circumstàncies; si els resultats de l'acció no són "adequats" (són "desagradables") aquesta conducta tendirà a desaparèixer del subjecte.

## Nous desenvolupaments en la Teoria de l'Aprenentatge Social
Amb l'auge en l'ús de xarxes socials, l'Aprenentatge Social és cada vegada més i més interpretat com a aprenentatge amb xarxes socials. L'aprenentatge social està creixent ràpidament, a través de plataformes obertes com Facebook o plataformes tancades com la Xarxa d'Aprenentatge Social incorporat (o Corporate Social Learning Network, en anglès). Les xarxes socials poden ser usades per empleats per contribuir, emmagatzemar, descobrir, buscar, aprendre, reaprendre, accionar, i revisar coneixements i eines; fent visible coneixements i informacions anteriorment ocultes. Des del punt de vista d'un empleat o aprenent -això també es considera com a Administració del Coneixement Personal (" personal knowledge management ", en anglès) o "treball intel·ligent" -per exemple: utilitzar blocs per exposar el seu treball, o usar contingut generat per diversos usuaris via plataformes com Wikipedia o YouTube per afegir coneixement segons sigui demandat, per exemple: quan tenen una pregunta o problema. Des d'un punt de vista organitzacional, l'aprenentatge social pot ser afegit com un element per a l'aprenentatge formal com els cursos d'un pensum -per afegir discussions, compartir experiències i lliçons apreses. També, l'aprenentatge social pot ser manejat més lliurement -per exemple: per a crear comunitats de pràctica (Communities of practice) per a grups amb membres similars com per exemple, nous empleats, equips o membres d'un projecte, o altres equips similars. L'objectiu de l'organització és fer l'aprenentatge més efectiu.
La nova connotació de l'aprenentatge social també està sent recolzada per companyies de programari com SAP AG o Microsoft, que estan interessades en vendre "eines d'aprenentatge social", conegudes com a social learning tools. No obstant això, els practicants sostenen que Aprenentatge Social, és més que Aprenentatge amb Xarxes Socials.